# Europa (quotidiano)
Europa è stato un quotidiano politico italiano. Fondato nel 2003, ha sospeso le pubblicazioni nel 2014.

## Storia
È stato fondato il 12 febbraio 2003 come organo di Democrazia è Libertà - La Margherita, con direttore Nino Rizzo Nervo. Dal 2005 al 2014 il direttore responsabile è stato Stefano Menichini. Condirettore è stato Federico Orlando.
Europa era l'erede del quotidiano Il Popolo, del quale ha conservato parte della redazione e molti collaboratori. Il quotidiano ha sospeso le pubblicazioni il 1º novembre 2014 con la messa in cassa integrazione dei lavoratori a partire dal 16 novembre.

## Direttori
- Nino Rizzo Nervo (12 febbraio 2003 - 27 luglio 2005)
- Stefano Menichini (dal 28 luglio 2005 al 31 ottobre 2014)

## Principali firme
- Federico Orlando
- Francesco Saverio Garofani
- Guido Moltedo

## Finanziamenti pubblici
Europa ha beneficiato dei finanziamenti pubblici.
| Anno   | Finanziamento   |
| ------ | --------------- |
| 2003   | 3 138 526,10 €  |
| 2004   | 3 711 380,17 €  |
| 2005   | 3 718 489,68 €  |
| 2006   | 3 613 912,92 €  |
| 2007   | 3 599 203,77 €  |
| 2008   | 3 527 208,08 €  |
| 2009   | 3 527 208,08 €  |
| 2010   | 3 084 833,74 €  |
| 2011   | 2 343 678,28 €  |
| 2012   | 1 183 113,76 €  |
| 2013   | 717 301,81 €    |
| 2014   | 632 062,20 €    |
| Totale | 32 796 918,59 € |